# Khải Định
Khai Dinh (8 oktober 1885 – 6 november 1925) (volledige naam: Nguyễn Phúc Bửu Đảo) was de opvolger van keizer Duy Tan en de 12e keizer van de Nguyen-dynastie in Vietnam. Nguyễn Phúc is de familienaam.
Hij regeerde van 18 mei 1916 tot 6 november 1925.
Khai Dinh was Nguyễn Phúc Bửu Đảo's regeernaam (nien hieu) van 18 mei 1916 tot 13 februari 1926. De regeerperiode hoeft niet overeen te komen met de periode waarin de regeernaam gold.
Zijn tempelnaam (mieu hieu) is Hoang Tong. Zijn naam na overlijden (dang ton hieu) is Tuyen Hoang De.
Zijn voorganger was Duy Tan. Hij werd opgevolgd door Bảo Đại.